# Le Tallud
Le Tallud – miejscowość i gmina we Francji, w regionie Nowa Akwitania, w departamencie Deux-Sèvres.
Według danych na rok 1990 gminę zamieszkiwało 1808 osób, a gęstość zaludnienia wynosiła 94 osób/km² (wśród 1467 gmin regionu Poitou-Charentes Le Tallud plasuje się na 157. miejscu pod względem liczby ludności, natomiast pod względem powierzchni na miejscu 422.).